# Liste der Monuments historiques in Einville-au-Jard
Die Liste der Monuments historiques in Einville-au-Jard führt die Monuments historiques in der französischen Gemeinde Einville-au-Jard auf.

## Liste der Objekte
| Bezeichnung  | Beschreibung                                                         | Standort                        | Kennzeichnung | Schutzstatus | Datum | Bild |
| ------------ | -------------------------------------------------------------------- | ------------------------------- | ------------- | ------------ | ----- | ---- |
| Chorschranke | Schmiedeeisen, Bronze, vergoldet, 1924, vermutlich von Jules Cayette | in der Kirche St-Laurent (Lage) | PM54001527    | Inscrit      | 1995  |      |